# San Cristóbal de Segovia
San Cristóbal de Segovia település Spanyolországban, Segovia tartományban. San Cristóbal de Segovia Segovia, La Lastrilla, Trescasas és Palazuelos de Eresma községekkel határos. Lakosainak száma 3153 fő (2024).

## Népesség
A település népessége az elmúlt években az alábbi módon változott:
| Lakosok száma | 1751 | 2324 | 2761 | 2908 | 2928 | 2939 | 3028 | 3051 | 3110 | 3153 |
|               | 2001 | 2004 | 2007 | 2009 | 2012 | 2014 | 2017 | 2019 | 2022 | 2024 |